# Clora Bryant

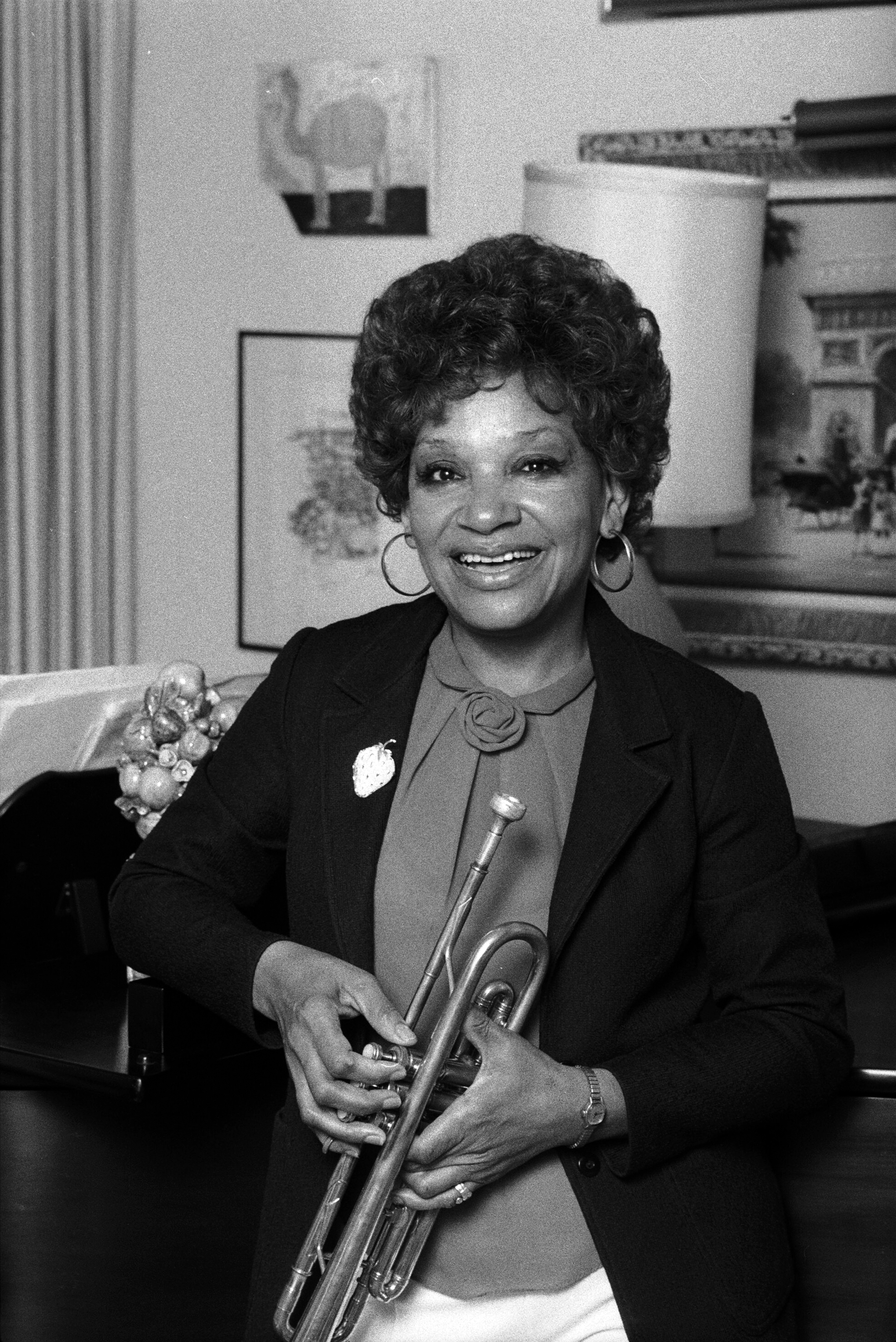
Clora Bryant (1982)

Clora Bryant (* 30. Mai 1927 in Denison, Texas; † 25. August 2019 in Los Angeles, Kalifornien) war eine amerikanische Jazztrompeterin und -komponistin. Sie gilt als eine der angesehensten Trompeterinnen der Westküste und hat in Bigbands, Showbands und Jazz-Combos gearbeitet.

## Leben
Bryant, die als Kind im Gospelchor sang und in Los Angeles aufwuchs, wurde von ihrem alleinerziehenden Vater früh zu Konzerten mitgenommen und erlebte so als Teenager Jimmy Lunceford, Count Basie und Duke Ellington. Als ihr Bruder zum Militärdienst eingezogen wurde, übernahm sie dessen Trompete, deren Spiel sie sich zunächst autodidaktisch beibrachte. Auf der Highschool spielte sie im Tanzorchester. Ab 1944 besuchte das Prairie View College in Houston, wo sie bald als erste Trompeterin in der Frauenband Prairie View College Co-Eds spielte und mit der an jedem Wochenende auftrat, selbst im Apollo Theater. 1946 spielte sie mit den International Sweethearts of Rhythm und später mit den Darlings of Rhythm und den Queens of Rhythm, weiteren Frauenbands. 1947 entdeckte sie bei einer Rundfunksendung den Bebop und orientierte sich stilistisch an Dizzy Gillespie.
1948 heiratete sie in Los Angeles den Bassisten Joe Stone; nach der Babypause arbeitete sie wieder als Musikerin. Obgleich sie weitere Kinder gebar und großzog, war sie auch in den 1950er Jahren auf der Bühne präsent, da sie regelmäßig bei Jamsessions spielte. Auch trat sie im Fernsehen mit einem Frauenquintett um Ginger Smock, den Sepia Tones, auf. 1957 nahm sie für Mode Records das Album The Gal with the Horn auf, auf dem sie auch als Sängerin zu hören ist. In den frühen 1960er Jahren arbeitete sie als Musikerin in Las Vegas, wo sie auch mit Harry James, Sammy Davis junior und Damita Jo in dem Film Pepi auftrat. Dann arbeitete sie bis 1964 mit der Billy Williams Band. Die nächsten zwei Jahre war sie mit ihrem Bruder, Mel Bryant, auf Tournee. Sie arbeitete auch in den Bigbands von Ellington, Basie, Lionel Hampton, Bill Berry und Count Basie. Ab 1975 war sie auch als Komponistin aktiv; so schrieb sie die Suite To Dizzy with Love und hat zwei Preise der National Endowment for the Arts für Komposition und Ausführung gewonnen.
Sie trat auch in der Ed Sullivan Show auf und war die erste amerikanische Jazzmusikerin, die auf Anfrage von Michail Gorbatschow in der Sowjetunion auftrat.

## Buchveröffentlichung
- Clora Bryant, Jack Kelson, Horace Tapscott, Gerald Wilson: Central Avenue Sounds: Jazz in Los Angeles University of California Press, 1995. ISBN 0-520-22098-6